# Stalling
Stalling (Thymallus thymallus) er en fisk i laksefamilien.
Den er let genkendelig på sin lange og høje rygfinne.
Hannens rygfinne er noget større, fordi den bruges under parringen til at fastholde hunnen.
Stallingen kan blive op til 60 centimeter lang og veje op til 3,5 kilo.
Den trives bedst i koldt og iltrigt vand og lever hovedsagelig af plankton, insekter og små krebsdyr. Den er vurderet som truet art på den danske rødliste 2019.
Stallingen er en god spisefisk, som bør tilberedes lige efter fangsten, da kødet hurtigt fordærver. Dens latinske navn stammer fra det græske θύμαλλος (timian-duft), da en friskfanget stalling ofte dufter af timian.
Den er en populær sportsfisk, ikke mindst hos fluefiskere.
En årsag til dette er, at stallingen er en udpræget insektæder.
Den kan dog også fanges på orm og spinner.